# バラスト

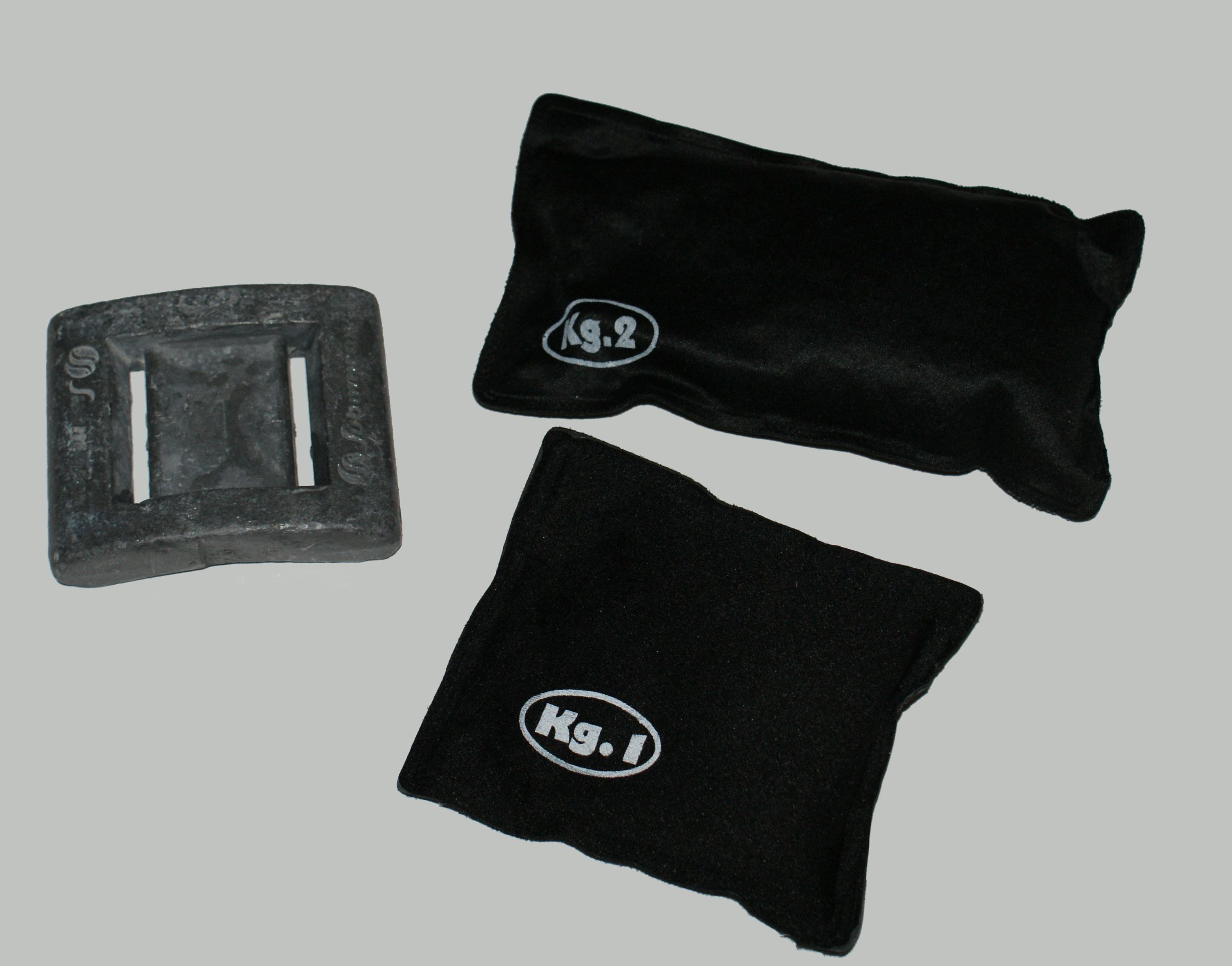
ベルトに付けられるよう成型した鉛合金製の固形バラスト（左）と、鉛の散弾を封入したポーチ（右2つ）。スキューバダイビング用のもの。

バラスト (ballast) は、乗り物（本来は船舶）の重量を増したり重量のバランスを取ったりするために積み込む重し。日本語では脚荷、底荷という。

## 語源
低地ドイツ語・スカンディナヴィア語の barlast が語源である。「裸 (bare)」、転じて「価値のない（積荷）」という意味である（研究社『リーダーズ英和辞典』より）。

## 船舶

### 水上船舶

ヨットのバラストが積まれる部分

船舶のバラストには、単純に重量を増し喫水を上げる効果のほか、重心を下げて復原性（左右への傾きに対する安定性）を増す効果もある。復原性を増す効果を最大にするため、バラストは最も船底に積まれる。なお、喫水を上げるだけでも、重量と浮力のバランスにより、間接的に復原性が増す。
貨物船は貨物を積んだ状態を基準に設計されているため、空荷で喫水が下がると、復原力の低下、下方視界の遮りなどの問題が起こる。貨物船でなくとも、帆船は帆の重量でトップヘビーになりやすく復原力が不足するので、バラストが使われる。
かつては砂利、土砂、丸太、石などさまざまなものがバラストに使われた。スコッチ・ウイスキーの「ティーチャーズ・ハイランドクリーム」はオーストラリア行きの船にバラストとして積むことで熟成しつつスペースを有効活用していた。
現在の貨物船では海水をバラスト水として使う。荷室に海水を入れる場合と、専用のバラストタンクを持つ場合とがある。レジャー用帆船は鉄製の固形バラストを使う。

### 潜水船

潜水艦のバラストタンク配置

潜水調査船などは、潜水開始時に積んだバラストを投棄することで確実に浮上するよう船体浮力が設計される。動力やケーブル引き揚げで浮上する仕様であっても、緊急浮上用に浮力を確保した上でバラストを積んでおくことは多い。
長期間航行する軍用の潜水艦では使い捨てのバラストは都合が悪いので、バラストタンクに海水を出し入れすることで浮上・沈降を調整する（バラストを増やし沈降することもできる）。通常は、浮上・沈降用のメインタンクの前後に2つのトリムタンクを持ち、前後間で海水を移動させることでトリム（上下方向の傾き）制御も可能である。また、水中動力となるバッテリーは、こまめで不定な充放電に強い特性から誕生以来鉛電池だが、船底に配置された重いバッテリーは艦の姿勢を安定させる固定バラストを兼ねている。

## 船舶以外

### 気球
気球は高度の調節のために砂袋などをバラストに使う。バラストを投棄すれば高度が上がる。

### 航空機
航空機は重心の制御にバラストを用いるほか、グライダーの場合速度・高度調整のためにバラストを使う。
重心の制御には機内燃料の燃料移送 (cross-feed) で対応することもある。
バラストには鉛などの他、グライダーの場合上空で投棄し地上に落下させても安全な液体の水などが用いられる。

### レーシングカー
F1などのカーレースの多くでは、最低重量の制限があり、それを下回る場合はバラストを積んで調整する。搭載位置を動かし、重量配分の適正化を助ける働きがある。

### 実験機など
航空機や宇宙船などの実験機・試験機などでは、実機で搭載予定の機材と同じ重さのバラストを積み、実機と同じ振る舞いになるようにする。

### 鉄道路線など
鉄道路線の線路を支える枕木が動かないように線路の枕木を埋めるように撒かれる小石をバラストという。